# Coles Bay
Coles Bay är en ort i Australien. Den ligger i kommunen Glamorgan/Spring Bay och delstaten Tasmanien, i den sydöstra delen av landet, omkring 120 kilometer nordost om delstatshuvudstaden Hobart. Antalet invånare är 472.
Trakten är glest befolkad. Närmaste större samhälle är Swansea, omkring 18 kilometer väster om Coles Bay. 
I omgivningarna runt Coles Bay växer i huvudsak städsegrön lövskog. Genomsnittlig årsnederbörd är 635 millimeter. Den regnigaste månaden är november, med i genomsnitt 107 mm nederbörd, och den torraste är augusti, med 32 mm nederbörd.